# Джаявиджая (хребет)
Джаявиджая (индон. Pegunungan Jayawijaya, англ. Jayawijaya Mountains, Orange Range) — горный хребет в восточной части гор Маоке, на острове Новая Гвинея, в провинции Западное Папуа в Индонезии.

## География
Длина хребта составляет примерно 370 км, а средняя высота вершин — 4000-4500 м. Самая высокая вершина — гора Пунчак-Мандала (4760 м), вторая по высоте гора — Яамин (Принц Хендрик), высотой 4540 м. Джаявиджая представляет собой восточный хребет гор Маоке, в Центральном нагорье, в районе индонезийской части острова Новая Гвинея. На западе хребет переходит в хребет Судирман, на востоке — в горы Стар.
В 1997 году в горах были замечены животные, которые соответствовали описанию вымерших австралийских сумчатых тасманийских волков — тилацина.
В горах берут начало реки Дигул, Пулау, Таритату (правый приток Мамберамо) и Бали, левый приток верховья реки Сепик.

### Вершины
| Ранг | Название              | Высота над уровнем моря (м) | Координаты                       | Вымота, (м) |
| ---- | --------------------- | --------------------------- | -------------------------------- | ----------- |
| 1    | Пунчак-Мандала        | 4760                        | 04°42′31″ ю. ш. 140°17′22″ в. д. | 2760        |
| 2    | Яамин (Принц Хендрик) | 4540                        | 04°40′59″ ю. ш. 140°04′52″ в. д. | 700         |
| 3    | Корнелис Спельман     | 4540                        | 04°34′28″ ю. ш. 140°08′14″ в. д. | 700         |
| 4    | Коен                  | 4500                        | 04°18′16″ ю. ш. 139°37′53″ в. д. | 820         |
| 5    | Валентин              | 4453                        | 04°25′12″ ю. ш. 139°44′08″ в. д. | 640         |
| 6    | Заагтоппен            | 4380                        | 04°33′01″ ю. ш. 139°55′06″ в. д. | 680         |
| 7    | Пик 4260              | 4300                        | 04°38′10″ ю. ш. 140°17′27″ в. д. | 540         |
| 8    | Елит                  | 3960                        | 03°59′34″ ю. ш. 139°11′09″ в. д. | 720         |
| 9    | Пик 3960              | 3960                        | 04°19′34″ ю. ш. 139°26′26″ в. д. | 660         |
| 10   | Пик 3900              | 3900                        | 04°16′35″ ю. ш. 139°18′58″ в. д. | 640         |

### Ледники
Самый высокий массив хребта — гора Пунчак-Мандала, сохраняла стойкий ледяной покров с 1989 года, который в 2003 году полностью растаял.

## Геология
Горный хребет относится к относительно молодому тихоокеанскому поясу альпийской складчатости. Горы образовались и их высота продолжает расти, в связи с тектоническими процессами, которые вызваны движением Австралийской плиты на северо-восток, и ее соприкосновения с Тихоокеанской плитой, которая в свою очередь ныряет под край Австралийской. Тектоническая микроплита Маоке, которая обычно ассоциируется с Австралийской плитой и расположена на границе столкновений с Тихоокеанской плитой, одновременно является фундаментом для гор Маоке, в том числе и хребта Джаявиджая.